# Pe Bistrița
„Pe Bistrița” este o poezie scrisă de George Coșbuc, publicată în 1893 în volumul Balade și idile.

## Legături externe
- Poezia „Pe Bistrița” la wikisursă